# كوري ألين (موسيقي)
كوري ألين (بالإنجليزية: Cory Allen)‏ هو موسيقي وملحن وفنان أمريكي، ولد في 22 فبراير 1982.